# Acanthobunocephalus nicoi
Acanthobunocephalus nicoi — вид риб роду Acanthobunocephalus з підродини Pseudobunocephalinae родини широкоголові соми ряду сомоподібних.

## Опис
Загальна довжина досягає 2 см. Голова сильно сплощена. Рот широкий, щелепи однакові. Тулуб стрункий. Бічна лінія обрізається приблизно на рівні спинного плавника. Спинний плавець помірно високий, з жорсткими променями. Анальний плавець низький, з короткою основою. Мембрани спинного і анального плавців не приросли до тіла. Хвостове стебло струнке, звужується біля хвостового плавця.
Статева зрілість настає, коли риби досягають розміру 16 мм.

## Спосіб життя
Зустрічається в заплавних місцях, на затоплених ділянках луків в заростях трави або осоки, чорних водах. Цей сом активний у присмерку. Живиться зоопланктоном.

## Розповсюдження
Мешкає в басейні річки Ориноко (Венесуела).